# Laajasalo
Laajasalo (en sueco: Degerö) es un distrito y un grupo de islas que forma un barrio en el sur de Helsinki, la capital del país europeo de Finlandia. Según datos de 2005, tenía una población de 16.486. habitantes, posee una superficie de 16,55 km². Consta de varias islas siendo las más grandes las de Laajasalo, Santahamina, Vartiosaari y Villinki.